# Марков, Борис Александрович
Борис Александрович Марков — советский хозяйственный и политический деятель.

## Биография
Родился в 1915 году в . Член КПСС.
С 1933 года — киномеханик в Ленинградской области.
Участник советско-финской и Великой Отечественной войн, политработник, инструктор по печати, редактор фронтовой газеты «Сталинский залп»
В 1948—1962 гг. — литсотрудник газеты «Ленинские искры», заведующий корреспондентскими пунктами газет «Труд», «Советская Россия» и «Правда» в Ленинграде.
В 1962—1966 гг. — главный редактор газеты «Вечерний Ленинград».
В 1966—1972 гг. — директор Ленинградской студии телевидения.
В 1972—1985 гг. — начальник Ленгороблглавлита.
Умер в 2006 году в Санкт-Петербурге.